# Braeckman (stokerij)

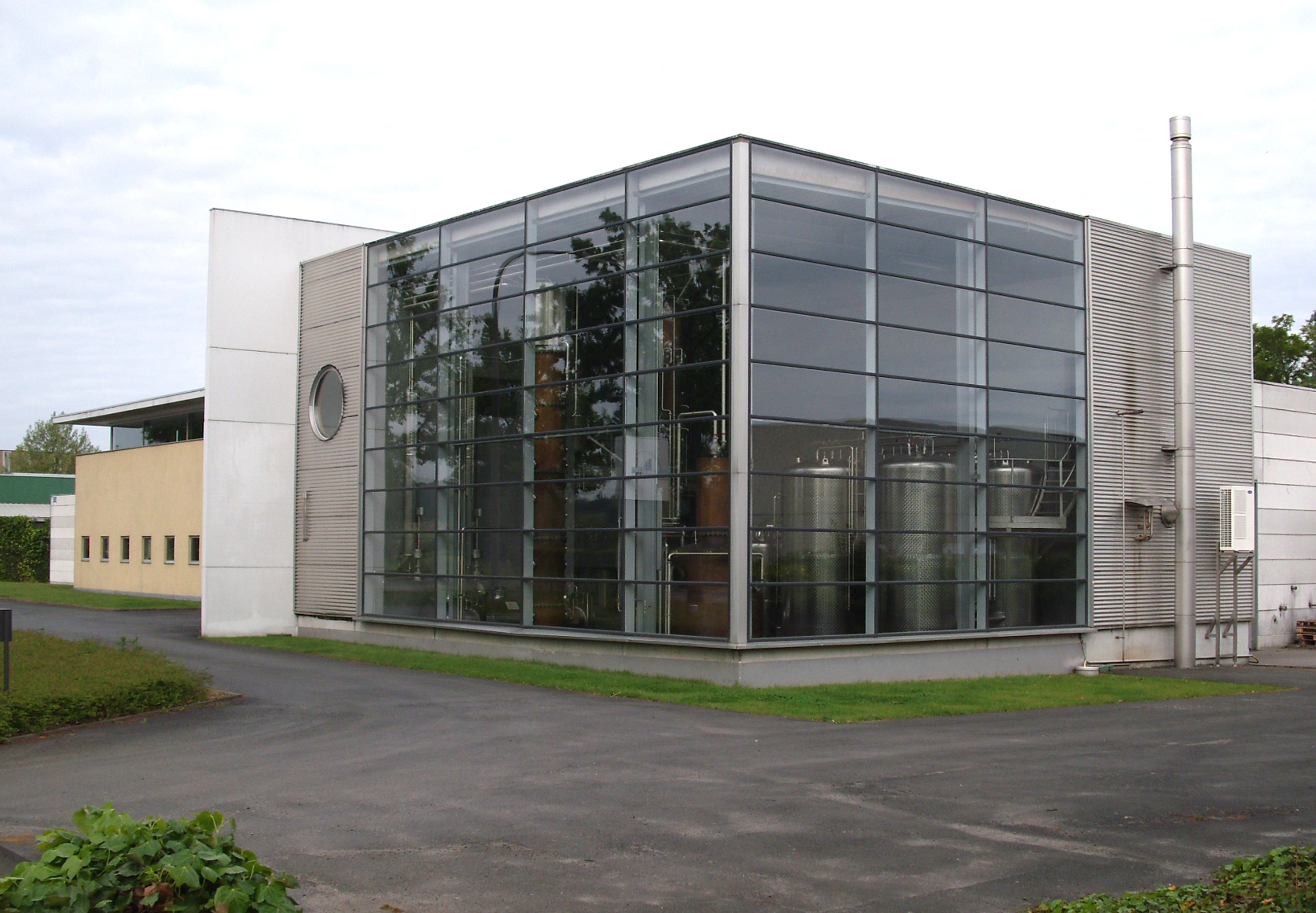
Graanstokerij Braeckman.

Graanstokerij Braeckman is een jeneverstokerij gelegen in de Belgische stad Oudenaarde, in de provincie Oost-Vlaanderen.

## Traditie
Het bedrijf werd opgericht door Achiel Braeckman die in 1918 startte met een handel in geestrijke dranken. De jenever en de stokerij kregen als naam De Blauwe Duif. Filip Braeckman, de huidige uitbater, is de kleinzoon van stichter Achiel én zoon van Willy Braeckman die het bedrijf bijna 40 jaar leidde. Met de bouw van een nieuwe graanstokerij in 1996 stookt Braeckman nog steeds volgens de traditionele methode in een moderne omgeving.

## Gamma
Braeckman produceert als een van de weinigen nog steeds hun eigen moutwijn uit rogge en mout, twee inheemse graansoorten.
Naast het gamma graanjenevers die werden beloond met het label "Streekproduct Vlaamse Ardennen", produceert Braeckman ook gin en whisky.

## Smaak van De Keyser
Het bedrijf kwam nadrukkelijk in beeld in de Één-familiesaga De Smaak van De Keyser dat liep tijdens de winter van 2008-2009 in tien afleveringen. Voor de flashbacks uit 1939 koos men voor een oude stokerij in Noord-Frankrijk en het Nationaal Jenevermuseum Hasselt, voor de beelden uit 2008 werd dit de stokerij Braeckman uit Oudenaarde, langs de Berchemweg in de deelgemeente Leupegem.